# 三菱2G10族引擎
三菱2G10族引擎乃1968年至1976年間由三菱重工業（彼時三菱汽車尚未拆分而出）研發、生產的水冷式直列二缸二衝程循環往復式活塞汽油引擎，算是三菱ME21/24族引擎的水冷版本。

## 概要與歷史
2G10型引擎的排氣量為359c.c.，採直列二缸二衝程循環設計，缸徑62.0mm、衝程59.6mm，汽缸本體與曲軸箱以鑄鐵製成。關於引擎的命名原則，原本係以該具引擎在哪家工廠開發製造來決定。比如說「ME24型」的「M」代表水島製作所的「Mizushima」、「E」代表引擎的「Engine」、「24」則代表水島製作所開發的第24個項目。俟1968年下半年2G10族引擎問世之後，前述之命名原則才遭到廢除，改成新的命名原則：「2」代表汽缸數、「G」是燃料類型「Gasoline」、「1」是引擎系列名、「0」表示順序上是最初開發的，此外「2G10-5」的「-5」表示其亞型。另外，雖然官方沒有賦予正式的暱稱，但坊間一向習慣把2G10-1型叫做「紅色引擎」、2G10-2型叫做「金色引擎」，這是因為原廠將引擎空氣過濾箱漆成紅色、金色的緣故。
該族引擎的後繼版本為1972年（昭和47年）9月登場的三菱2G2族引擎，乃其四衝程循環版本。直到1976年（昭和51年）1月輕型車規格擴大至550c.c.之前，該族引擎仍作為廉價入門車型的動力心臟。車型：
- 1968年-1969年：三菱Minica（第一代LA23型）
- 1969年-1976年：三菱Minica（第二代A101/101V型）
- 1969年-1972年：三菱Minica Skipper
- 1972年-1976年：三菱Minicab W（第二代T131型）

## 結構參數
| 引擎型式    | 引擎型式                             | 直列二缸二衝程循環               |
| 排氣量      | 排氣量                               | 359 c.c.                         |
| 缸徑 x 衝程 | 缸徑 x 衝程                          | 62.0 x 59.6 mm                   |
| 燃料        | 燃料                                 | 自動混合分離供油式汽油           |
| 最大馬力    | 2G10型 Minica LA23型「Super Deluxe」 | 23 PS（17 kW） / 5,500 rpm       |
| 最大馬力    | 2G10-1型 第一代「紅色引擎」          | 28 PS（21 kW） / 6,000 rpm       |
| 最大馬力    | 2G10-2型 「金色引擎」                | 38 PS（28 kW） / 7,000 rpm       |
| 最大馬力    | 2G10-4型 第二代「紅色引擎」          | 34 PS（25 kW） / 6,500 rpm       |
| 最大馬力    | 2G10-5型 第三代「紅色引擎」          | 31 PS（23 kW） / ? rpm           |
| 扭力峰值    | 2G10型 Minica LA23型「Super Deluxe」 | 33 N·m（24 lb·ft） / 5,000 rpm   |
| 扭力峰值    | 2G10-1型 第一代「紅色引擎」          | 35 N·m（26 lb·ft） / 5,000 rpm   |
| 扭力峰值    | 2G10-2型 「金色引擎」                | 38.3 N·m（28 lb·ft） / 6,500 rpm |
| 扭力峰值    | 2G10-5型 第三代「紅色引擎」          | 37 N·m（27 lb·ft） / ? rpm       |

## 外部連結
- （日語）三菱ミニカ小史 （页面存档备份，存于）